# فتق کشاله ران
فتق مَغبـِنی (به انگلیسی: Inguinal hernia) به فتق در ناحیه کانال اینگوینال (کشاله ران) گفته می‌شود.
به پیش رفتگی درونی و خروج یکی از احشا (اندرونه) یا فاسیای اندام یا بخشی از آن در دیواره‌ای که به‌طور طبیعی آن را دربر می‌گیرد از طریق یک معبر یا کانال یا روزنه آناتومیک فتق گفته می‌شود.

## علت
علت اصلی ایجاد فتق‌های شکمی ضعف یا نقص در جدار دیواره شکمی یا افزایش فشار بر آن در یک ناحیه است. فتق مغبنی فتق شکمی است که در ناحیه کشاله ران اتفاق می‌افتد. فتق مغبنی شایعترین نوع فتق شکمی است که در مردان ۷ برابر شایع تر از زنان می‌باشد.

از عوامل شایع بروز فتق می‌توان به: عوامل اکتسابی: سن بالا، وجود فتق رانی بر روی بروز فتق مغبنی، وجود بیماری‌هایی همراه مثل: آسم، بیماری‌های ضعیف‌کننده و آوردن فشار به بدن به گونه‌ای که فرد جسم سنگینی را بلند کند البته در این مورد آنقدر که عموم برای آن اهمیت قائلند مهم نیست. در بچه‌ها، نارس به دنیا آمدن کودک، جنس مذکر، … همچنین عللی چون ارثی یا فامیلی و کسانیکه در بدو تولد دچار دررفتگی مادرزادی سر استخوان ران بوده‌اند، از علل مساعدکننده است. فتق مَغبـِنی بسته به کالبدشناسی آن می‌تواند مستقیم یا غیر مستقیم باشد.

## علائم
علامت اصلی فتق درد است هرچند بسته به شدت فتق علائم دیگری نیز داریم مثلاً در فتق مغبنی تورم ناحیه کشاله ران مشاهده می‌شود. اگر روده در کیسه فتق گیر کند فتق مختنق نامیده می‌شود که اگر جا نیفتد مورد اورژانس است و جراحی فوری الزامی است.
در صورت فشار به عصب بیضه این احتمال وجود دارد که منجر به درد بیضه نیز گردد.

## درمان
درمان اساسی فتق مَغبـِنی جراحی و ترمیم فاسیا و جدار شکم است هرچند احتمال عود و بروز عوارض (مانند دردهای مزمن، انسداد روده) بالاست. جراحی به روش لاپاروسکوپیک اغلب روش ترجیحی ترمیم فتق (هرنیورافی) است. در موارد عدم جراحی اقدامات نگهدارنده مانند استفاده از فتق بند و اجتناب از افزایش فشار داخل شکم (مانند سرفه و زور زدن) پیشنهاد می‌شود. در صورت استفاده از لاپاروسکوپی احتمال خونریزی، عفونت و دردهای مزمن پس از جراحی کاهش می‌یابد. اما از طرف دیگر ریسک آسیب خوردن اندام‌های دیگر در صورتی‌که جراح ناوارد باشد، کمی بیشتر است. جراح وارد این عمل خاص، باید بیش از ۲۰۰ عمل جراحی فتق به صورت لاپاروسکوپیک در سال انجام دهد و تجربه سایر جراحی‌های لاپاروسکوپیک به تنهایی کافی نیست. اگر فتق دو طرفه باشد، ترجیح روش جراحی لاپاروسکوپیک به جراحی باز بیشتر خواهد بود، چرا که هر دو طرف را می‌توان هم‌زمان جراحی کرد بدون اینکه نیاز به باز کردن بیشتر بدن وجود داشته باشد.

## مراقبت‌های پس از جراحی لاپاروسکوپیک[۲]
1. حمام: دوش گرفتن و حمام ۲۴ تا ۴۸ ساعت پس از جراحی توصیه می‌شود. قبل از حمام بانداژ بخیه‌ها را بردارید و از آن به بعد نیازی نیست که بخیه‌های شما بسته باشند. آب و صابون تأثیر نامطلوبی بر روی نخ‌های بخیه و زخم‌های شما نخواهند گذاشت.
2. فعالیت: هر چه زودتر فعالیت‌های عادی خود را از سر بگیرید. در این مورد درد هشدار مهمی است که نشان می‌دهد از چه حدی نباید فراتر بروید. به‌طور خاص بلند کردن و حمل اجسام سنگین تر از ۳–۴ کیلو[۳] تا چند ماه پس از جراحی توصیه نمی‌شود. بهترین نوع فعالیت توصیه شده پس از عمل، پیاده‌روی است. اما شما می‌توانید از پله بالا بروید، بارهای سبک را بلند کنید، رابطه جنسی داشته باشید و اگر مصرف قرص‌های مسکن را کنار گذاشته‌اید، رانندگی کنید.
3. بازگشت به سرکار: کسانی که به جای جراحی باز، جراحی لاپاروسکوپی را انتخاب کرده باشند، عموماً زودتر قادرند به سرکار برگردند. در این مورد بسته به حال و آمادگی شما، ممکن است ۲۴ ساعت پس از جراحی هم به سرکار برگردید. اما بیشتر آدمها پس از یک هفته مرخصی، کاملاً برای کار آماده می‌شوند.